# Kuncosa
Genre
Kuncosa est un genre d'araignées aranéomorphes de la famille des Lycosidae.

## Distribution
Les espèces de ce genre se rencontrent en Chine, au Japon et en Corée du Sud.

## Liste des espèces
Selon World Spider Catalog (version 26, 24/05/2025) :
- Kuncosa fujiii (Tanaka, 1985)
- Kuncosa hikosanensis (Tanaka, 1985)
- Kuncosa kwangreungensis (Paik & Tanaka, 1986)
- Kuncosa ningboensis (Yin, Bao & Zhang, 1996)
- Kuncosa zhui (Yu & Song, 1988)

## Systématique et taxinomie
Ce genre a été décrit par Wang, Marusik et Zhang en 2025 dans les Lycosidae.

## Publication originale
- Wang, Marusik & Zhang, 2025 : « Three new genera of wolf spiders (Araneae, Lycosidae) living on the forest floor in East Asia. » ZooKeys, vol. 1239, p. 123-145 (texte intégral).